# Kimberly Thompson
Kimberly Thompson, née à Los Angeles, est une musicienne de jazz américaine, également éducatrice musicale.

## Biographie
Originaire de la Californie, Kimberly Ilana Thompson passe son enfance à Saint-Louis dans le Missouri. Elle commence à jouer de la batterie dès l'âge de dix ans et intègre à l'adolescence le groupe musical de son lycée au Pattonville High School de Maryland Heights. En 2003, elle obtient un baccalauréat en composition jazz de la Manhattan School of Music.

## Carrière professionnelle
Kimberly Thompson est la présidente du label féminin KTMusic Productions, basé à Harlem. Elle y édite l'ensemble de ses albums dont Like Clockwork, un premier projet personnel sorti en 2010.
En 2016, elle participe comme musicienne et compositrice à la comédie musicale The Donna Summers Project, produite par The Dodgers & Tommy Mottola. La même année, elle est présente dans un autre succès de Broadway, Romy & Michelle.
En tant qu'étudiante de l'histoire du jazz, elle enseigne le développement historique des styles de batterie et des rythmes lors de masterclass et festivals de tambours à travers le monde. En avril 2016, pour l'album Treasures Abound, elle réalise un tour de force et dirige son groupe, le Kimberly Thompson Quartet, à travers des originaux et des classiques de jazz tels que Blue Monk et Take Five, devenant ainsi la première femme à enregistrer les compositions de The Dave Brubeck Quartet.
Kimberly Thompson anime deux émissions sur la chaîne d'histoire Story Time. Un programme consacré aux carrières de Sammy Davis Jr. et Lena Hornedes, stars de l'âge d'or d'Hollywood, et une websérie pour enfants, intitulée Music Time.
En 2017, la musicienne de renommée mondiale est sélectionnée comme porte-parole du concours international de percussion organisée par Hit Like A Girl. Dans ce rôle, Kimberly Thompson se positionne comme la représentante de la communauté mondiale des tambours et des percussionnistes féminines. Parmi les anciennes artistes nommées, se distinguent Didi Negron, Anika Nilles et Hannah Welton.
Elle est lauréate de trois Grammy Awards.

## Collaborations
Kimberly Thompson accompagne différents artistes ponctuellement ou en tournée, tels Beyoncé, George Michael, Wallace Roney, Jason Moran, Tia Fuller, Michelle Williams, Gary Dourdan, Richard Bona, Christian McBride, Kelly Rowland, Roy Hargrove, Meshell N'Degeocello, Run-D.M.C. et le guitariste américain Mike Stern. Elle se produit avec The 8G Band lors du talk-show Late Night with Seth Meyers sur NBC.
En 2003, elle participe à la réalisation de l'album Images du pianiste de jazz américain Kenny Barron, enregistré à New York sur le label Sunnyside Records.
L'artiste est sollicitée pour des films publicitaires, comme pour le parfum Chanel N°5 en 2014, aux côtés du réalisateur australien Baz Lurhmann et du mannequin Gisele Bündchen. Elle réalise également des compositions sonore pour Jeff Goldblum, et accompagne la musicienne Alicia Keys dans les publicités de l'annonceur Citibank.

## Discographie
- 2010 : Like Clockwork, KTMusic Productions
- 2011 : Dreamcatcher, KTMusic Productions
- 2013 : Red Glory, KTMusic Productions
- 2014 : Live at Marians, KTMusic Productions
- 2016 : Treasures Abound, KTMusic Productions